# Hemitaeniochromis
Hemitaeniochromis ist eine im Malawisee und im oberen Shire endemisch lebende Buntbarschgattung. Es gibt zwei Arten, Hemitaeniochromis urotaenia und den erst 2012 beschriebene Hemitaeniochromis brachyrhynchus. Die Gattung wurde 1989 durch David H. Eccles und Ethelwynn Trewavas aufgestellt, um den piscivoren Hemitaeniochromis urotaenia aus der Gattung Haplochromis auszugliedern.

## Merkmale
Als diagnostische Merkmale der Gattung gaben Eccles und Trewavas die einspitzigen, weit auseinander stehenden Zähne in der äußeren Zahnreihe von Ober- und Unterkiefer, sowie ein haplochromines Farbmuster mit dominierenden horizontalen Streifen und undeutlichen Querbändern an.
Oliver erneuerte die Gattungsbeschreibung in seiner Beschreibung von Hemitaeniochromis brachyrhynchus und betonte das die horizontalen Streifen dunkler als die vertikalen Bänder sind, der auf der Mitte der Körperseiten verlaufende Streifen im vorderen Körperteil aus mehreren Flecken besteht und im hinteren eher kontinuierlich erscheint. Er verläuft vom Auge oder kurz hinter dem Kiemendeckel bis zum Ende des Schwanzstiels. Über diesem Streifen, an der Basis der Rückenflosse finden sich vier bis fünf dunkle Flecken. Die Kieferzähne von Exemplaren, die eine Standardlänge von mehr als 10 cm besitzen, sind einspitzig. Die Lücken zwischen den Zähnen sind genau so breit wie die Zahnbasen. Kleinere Individuen besitzen enger zusammen stehende Zähne mit ungleichen, zweispitzigen Zahnspitzen. Das Maul steht in einem Winkel von 50 bis 60°. Die obere Seitenlinie bewegt sich an ihrem hinteren Ende nach unten und ist dort nur durch eine porenlose Schuppe von der unteren Seitenlinie getrennt. Dieses Merkmal tritt bei den meisten Buntbarschen des Malawisees auf.

## Arten
Bisher wurden zwei Arten beschrieben:
- Hemitaeniochromis brachyrhynchus Oliver, 2012
- Hemitaeniochromis urotaenia (Regan, 1922)

Neun weitere, oft nur durch Fotografien bekannte Arten wurden von verschiedenen Autoren der Gattung zugeordnet. Sie zeigen jedoch oft nicht das für die Gattung charakteristische Farbmuster und haben eine unbekannte Bezahnung.